# Monica Bonetto
Monica Bonetto (Torino, 14 ottobre 1963 – Torino, 20 aprile 2017) è stata una doppiatrice e critica teatrale italiana.
Divenne nota per essere stata la voce italiana di Trunks da bambino nelle serie di Dragon Ball, come seconda voce di Conan Edogawa in Detective Conan, come prima voce di Heric in Rossana e per aver doppiato Ariana Grande nelle serie televisive Victorious e Sam & Cat.

## Biografia
Nata a Torino nel 1963, conseguì la maturità classica e la laurea in lettere. In seguito si diplomò all'Istituto Arte Spettacolo diretta da Arnoldo Foà, effettuò uno stage alla Bottega di Firenze di Vittorio Gassman e seguì un corso di doppiaggio presso la VideoDelta.
È morta a 53 anni il 20 aprile 2017 per un tumore cerebrale.

## Doppiaggio

### Film
- Keith Reece in Dennis colpisce ancora
- Helen Greenberg in La piccola principessa
- Jamie Croft in Power Rangers - Il film
- Ariana Grande in Il grande colpo

### Serie televisive e soap opera
- Ariana Grande in Victorious, Sam & Cat, iParty con Victorious e Il grande colpo
- Constantin Gastmann in La tribù del pallone - Sfida agli invincibili
- Emile Hirsch in La leggenda dell'isola maledetta
- Christopher Marquette in Squadra Med - Il coraggio delle donne
- Daniel Curtis Lee in Ned - Scuola di sopravvivenza (ridoppiaggio Italia 1)
- Rickey Carter in Barney & Friends
- Zachary Williams in Romeo!
- Mallory Low in Just for Kicks - Pazze per il calcio
- Wesley Barker in Beetleborgs - Quando si scatena il vento dell'avventura
- Ashton McArn in Masked Rider
- Ross Perrelli in Snobs
- Jessica Jimenez in Sentieri
- Natalie Alison in Tempesta d'amore (1ª voce)
- Jazmín Beccar Varela in Rebelde Way (2° doppiaggio)

### Film d'animazione
- Trunks (da bambino) in Dragon Ball Z - Sfida alla leggenda (ridoppiaggio), Dragon Ball Z - L'irriducibile bio-combattente (ridoppiaggio), Dragon Ball Z - Il diabolico guerriero degli inferi (ridoppiaggio; anche Gotenks), Dragon Ball Z - L'eroe del pianeta Conuts (ridoppiaggio; anche Gotenks)
- Conan Edogawa in Detective Conan - L'undicesimo attaccante, Lupin Terzo vs Detective Conan
- Riccetto in Il brutto anatroccolo
- Teeta in Plastic Little
- Dingo in Balto - Il mistero del lupo
- Rocky in Alla ricerca della Valle Incantata 11 - L'invasione dei minisauri
- Bizo in Kimba - La leggenda del leone bianco
- Hideki Moroboshi in Detective Conan - Il fantasma di Baker Street
- Bambina 2 in La grande caccia all'Uovo di Pasqua

### Speciali televisivi animati
- Conan Edogawa in Lupin III vs Detective Conan

### Serie animate
- Conan Edogawa in Detective Conan (2ª voce, ep. 594-776) e Magic Kaito 1412 (1ª voce, ep. 10-11; doppiaggio originale)
- Jama-Pi in Wedding Peach - I tanti segreti di un cuore innamorato, Wedding Peach DX
- Trunks (da bambino), Gotenks e Fantasmi di Gotenks (2° voce) in Dragon Ball Z e Dragon Ball Super (ep. 1-45)[3]
- Hikaru Ichinomiya in Shugo Chara!
- Fortunorso (2ª voce) in Gli orsetti del cuore
- Robbie Hobbie in Holly Hobbie
- Odd Della Robbia (2ª voce) in Code Lyoko
- Beethoven in Mille note in allegria con la Mozart Band
- Tim in Allacciate le cinture! Viaggiando si impara
- Occhidoro in Il mondo incantato dei Pocket Dragons
- Donnie Thornberry in La famiglia della giungla
- Jacob Due Due in Jacob due due
- Nicholas Biscotto in Pinky Dinky Doo
- Ricciolo in Dennis e Ringhio
- Tucker in Faireez
- Alex Quiproquo in Che baby sitter questa mummia!
- Paola in Una foresta incantata per Katia e Carletto
- Tommy in Pippi Calzelunghe
- Patch in La mucca Connie
- Robusto in Indagini a quattro zampe
- Victor in Celestin
- Arts in Edebits
- Carlo in Capitan Carlo
- Zac in Le storie di Anna
- Maestra e Yiedr in La famiglia Nickelodeon
- Arthur Milligan in Remy la bambina senza famiglia
- Shaka Tic in Luna principessa argentata
- Teddy in Fancy Lala
- Heric (1ª voce) in Rossana
- Gon in Aka-chan to boku
- Flic in Il magico mondo di Gigì
- Sailor Vulcania in Petali di stelle per Sailor Moon
- Obotchaman in Dr. Slump (2º doppiaggio, serie 1980/86)
- Getalog in Flint a spasso nel tempo
- Teo in Teo and Friends
- Jingle (1ª e 3ª voce) in Hamtaro - Piccoli criceti, grandi avventure
- Simone (2ª voce) in Un fiocco per sognare, un fiocco per cambiare
- Caldina (1° doppiaggio) e Zazu Torque (2° doppiaggio) in Magic Knight Rayearth
- Koji in Webdiver
- Remi Barberin in Ascolta sempre il cuore Remì (ridoppiaggio 1999)
- Annin in Dragon Ball
- Rom (ep. 16) in Dragon Ball Z
- Goku Jr. in Dragon Ball GT
- Kenta Yumiya in Beyblade Metal Fusion
- Mitsuru Tsuabuki in La rivoluzione di Utena
- Rin Kobayashi in Proteggi la mia terra
- G.K. in Dimension Hunter Fandora
- Ryan in Orguss 02
- Karen in Black Jack
- Jun Yamano (ediz. OAV) in I cinque samurai
- Amanuma Tsukihito in Yu degli spettri
- Al in Aria - The Natural
- Horace Thomas in Sorridi, piccola Anna
- Chip, Henzo (da bambino), Hina (1ª voce), Monkey D. Rufy (da bambino, 2ª voce) e Wiper (da bambino) in One Piece
- Flip in Yu-Gi-Oh! Zexal
- Komajiro in Yo-kai Watch (ep. 1-37)
- Goby in Bubble Guppies - Un tuffo nel blu e impari di più
- Kylie Canguro in Peppa Pig
- Yugito Nii e Yukimaru (2^ voce) in Naruto Shippuden
- Maritza in Sabrina, the Animated Series
- Komba in Bakugan - Battle Brawlers
- Tetsuya e Majo-Cross in Magica Doremì
- Riley Akaba (1ª voce) in Yu-Gi-Oh! Arc-V
- Belfior in Mirmo!!
- Candice in MÄR
- Yasuhiro in Kilari
- Sakura in Godannar
- Kido in Zatch Bell!
- Mouk in Mouk
- Griffith (da bambino) in Berserk

### Videogiochi
- Dottoressa Lizbeth Baynham in Mass Effect
- Violet Baudelaire in Lemony Snicket - Una serie di sfortunati eventi
- Lefisa, Signora della Foresta, Regina Lunare ed un soldato in Klonoa: Door to Phantomile (ver. Wii)
- Charlie Bucket ne La fabbrica di cioccolato[4]
- Marlena in Psi-Ops: The Mindgate Conspiracy
- Arthur e principessa Selenia in Arthur e il popolo dei Minimei[5]
- Arthur in Arthur e la vendetta di Maltazard[6]
- Laura Dawkins in Beyond: Due anime[7]
- Cybil in Borderlands: The Pre-Sequel[8]
- Tenente Sandra Telfair in Command & Conquer 3: Tiberium Wars[9]
- Zhao Yun Ru in Deus Ex: Human Revolution[10]
- Ruben (bambino) in The Evil Within[11]
- Fleur Delacour e Erkling in Harry Potter e il Calice di Fuoco[12]
- Neville Paciock in Harry Potter e il prigioniero di Azkaban[13]
- Studenti in Harry Potter e la camera dei segreti[14]
- Guaritrice scagliascura in Hearthstone[15]

## Altre attività
- Speaker per varie pubblicità televisive tra cui Ferrero, Bottega Verde, Italgas, Fiat, Volkswagen, Famiglia Cristiana e Bata.
- Voce narrante in alcuni documentari per Disney Channel.
- Adattatrice di testi per diverse case di doppiaggio milanesi.
- Ha recitato in diverse compagnie teatrali, oltre che come attrice, anche come marionettista, danzatrice-attrice e attrice-ombrista.
- Dal 1988 ha collaborato con il quotidiano La Stampa in qualità di critico teatrale.
- Dal 1985 al 1990 è stata insegnante di italiano, latino e storia presso le scuole superiori.
- Ha lavorato in Radio Rai Torino e Radio Rai Genova e dal 2006 ha lavorato come attrice per la RSI di Lugano.